# Albert Speekaert
Albert Speekaert, né le 1er février 1915 à Vosselare et mort le 24 juin 1982 à Anvers, est un prêtre religieux rédemptoriste belge et écrivain d'expression néerlandaise.

## Biographie
Albert Speekaert effectue ses études ses études secondaires chez les Pères Rédemptoristes d'Essen, au nord d'Anvers, où il entre au noviciat. Il est ordonné prêtre en 1938 et poursuit ses études supérieures de philologie germanique à l'université catholique de Louvain, où il présente sa thèse de licence sur « les motifs religieux dans la poésie de Guido Gezelle », son maître spirituel, qui est l'un des initiateurs de la renaissance littéraire flamande au XIXe siècle.
De 1942 à 1974, il enseigne trois langues germaniques (néerlandais, anglais, allemand) au collège des Rédemptoristes d'Essen, tout en poursuivant une carrière de dramaturge et de poète. Pendant plusieurs années, il dirige le Jeu du Saint Sang à Bruges.
Il consacre les dernières années de sa vie à la bibliothèque du collège et à la visite des malades. Il tombe lui-même malade et meurt du cancer à l'hôpital, à Anvers, le 24 juin 1982. Une plaque commémorative a été placée sur sa maison natale, à Vosselare.

## Écrits
Son œuvre littéraire est essentiellement dramaturgique et poétique.
Pour le théâtre, il écrit Kerstmis aan de grens (Noël à la frontière ; 1954), De Kathedraal, De verworpen hamer (Le marteau rejeté ; 1964), pour la télévision flamande, pièce couronnée la même année par le prix ANV-Visser-Neerlandia, et enfin Een handvol aarde (Une poignée de terre ; 1970), d'après le roman de Valeer de Pauw.
Il écrit un récit en prose, Het harde brood (Le pain dur), couronné par le prix Letterkundige Arbeider, en 1946. Il traduisit Jos Schrijvers et Henri Ghéon. Il composa les paroles de cinq chansons, qui furent mises en musique. Il monta lui-même, avec les élèves du collège, plusieurs de ses productions et celles d'autres auteurs.
Son œuvre poétique consiste en six recueils, publiés de 1943 à 1963, le dernier étant resté inédit jusqu'en 2019. Il y retrace tout son itinéraire spirituel et ses deux rencontres avec Dieu, la première en 1937 (racontée dans le recueil de 1943) et la seconde en 1977 (racontée dans le dernier recueil, publié à titre posthume),.
Il publia aussi des poésies isolées dans Dietsche Warande en Belfort (1948, 1962 et 1965) et dans Golfslag (1948). Nombre de ses poésies furent lues lors de la célébration du centenaire de sa naissance, à Hansbeke, le 1er mars 2015.
Voici la liste de ces recueils :
- Het eenzaam spoor (Le chemin solitaire), 1943
- Elegische Vreugden (Joies élégiaques), 1945
- Heemvaart (Retour), 1948
- Viator, 1957
- Getijen en diepzee (Marées et mer profonde), 1963
- De woestijnbron (La source du désert), 1977